# الصرمين (تعز)
 قريه الصرمين هي قرية تقع في محافظة تعز شرق جبل صبر عزله تباشعه  في الناحية الشرقية من مديريه صاله طريقها من أمام قصر صاله بلاْ متداد الشرقي. يمر هذا الطريق من أمام قصر صاله وبعده مباشرةً قريه أبعر التي تعتبر في نفس العزلة والمديرية لقريه الصرمين وبعدها المدرجات الزراعية للقريتين (أبعر والصرمين )، في هذه القرية نهر جاري يغذي القرية كامله يبدأ منبعه في المنطقة الساحره في الجمال والخُضره تسمى ( المعينه )ويعتبر هذا النهر من المياه العذبه جداً حسب تقارير لجنه الزراعة في المحافظة. هذه القرية تتميز بكثره المدرجات الزراعية الساحره في جمالها وبنهرها العذب الذي يغذي القرية كاملهً .